# Synthliboramphus craveri
L'urietta di Craveri (Synthliboramphus craveri, Salvadori 1865) è un uccello marino della famiglia degli alcidi.

## Distribuzione e habitat
Questo uccello, durante il periodo di riproduzione, nidifica in Messico sulle isole e le coste della Baja California, soprattutto all'interno del Golfo di California ma anche sulle coste del Pacifico spingendosi a nord non oltre Islas San Benitos. D'inverno si sposta sulle coste degli Stati Uniti, nella California meridionale, sulle coste dello stato di Sonora e più raramente in Guatemala.